# Zeneggen
Zeneggen é uma comuna da Suíça, no Cantão Valais, com cerca de 255 habitantes. Estende-se por uma área de 7,51 km², de densidade populacional de 34 hab/km². Confina com as seguintes comunas: Bürchen, Raron, Stalden, Törbel, Visp, Visperterminen. 
A língua oficial nesta comuna é o Alemão.